# Знамение Судного дня
«Знамение Судного дня» (англ. The 12 Disasters of Christmas) — американо-канадский фантастический фильм-катастрофа с элементами боевика, снятый режиссёром Стивеном Р. Монро специально для телеканала SyFy в 2012 году.
Фильм изобилует библейскими отсылками, имея при этом большое количество фактических ошибок в сюжете и ляпов.

## Сюжет
Девушка-подросток Джейси, родившаяся 25 декабря, живёт в небольшом американском городке Калвари (англ. Calvary, в переводе с английского — Голгофа) вместе с родителями, Джозефом и Мэри. В день смерти своей бабушки она узнаёт, что является избранной, которая спасёт человечество от Судного дня, или же конца света, предсказанного Майя. При этом ключ к спасению зашифрован в популярной христианской песне The Twelve Days of Christmas.

## В ролях
- Магда Апанович — Джейси
- Эд Куинн — Джозеф
- Холли Элисса Дигнард — Мэри
- Рорк Критчлоу — Кейн
- Эндрю Эйрли — Джуд
- Кай-Эрик Эриксен — Аарон
- Бренна О’Брайан — Элизабет
- Кристин Уиллес — Мириам
- Доннелли Роудс — Грант
- Грег Кин — шериф

## Релиз
Премьера фильма состоялась 8 декабря 2012 года, и несколько месяцев «Знамение Судного дня» было самым просматриваемым фильмом телеканала.